# Árpád Szenes
Pour les articles homonymes, voir Szenes.
Dans le nom hongrois Szenes Árpád, le nom de famille précède le prénom, mais cet article utilise l’ordre habituel en français Árpád Szenes, où le prénom précède le nom.
Arpad Szenes, en hongrois : Szenes Árpád, est un peintre non figuratif français d'origine hongroise, appartenant à l'École de Paris, né le 6 mai 1897 à Budapest et mort à Paris le 16 janvier 1985. 
Arpad Szenes et Maria Helena Vieira da Silva, qui se sont rencontrés à Paris en 1928 et mariés en 1930, forment l'un des plus célèbres couples de peintres de l'art contemporain. Une fondation réunit à Lisbonne (Portugal) leurs deux noms et leurs deux œuvres. Szenes pensait que « les peintres vivent peut-être vieux parce qu'ils font un métier non violent et contemplatif… Il faut vivre longtemps pour avoir le temps de faire beaucoup de bêtises et quelques chefs-d'œuvre . »

## Premières années
Arpad Szenes naît le 6 mai 1897 à Budapest dans une famille d'intellectuels et d'artistes. Son père est ingénieur, sa mère musicienne, un de ses oncles est à la fois compositeur et musicien. Un cousin du père ainsi que ses enfants font de la sculpture, un autre est metteur en scène, directeur de théâtre, ami d'Erwin Piscator et de Max Reinhardt. Arpad reconnaît qu'il est issu d'un milieu privilégié et que dès son enfance, il a été fasciné par l'art dont il était entouré . Lui-même joue du piano dès l'âge de quatre ans et pendant dix ans. Surtout il dessine spontanément des portraits que ses parents conservent précieusement. Aussi loin que remonte la mémoire de l'artiste, il lui semble qu'il a toujours dessiné et peint. Dans sa famille il fréquente un milieu cosmopolite, rencontrant Marie Cuttoli et les Pitoëff. Très tôt il manifeste des dons pour le dessin et la peinture
Enfant unique, il est très entouré. Son père lui fait découvrir l'art classique, et plus tard, après la mort de son père Desider Bokros-Bierman lui fait découvrir l'art contemporain international. Il rencontre Boros-Bierman à l'armée où il est entré pour faire son service militaire. Après un début dans la cavalerie, Szenes blessé, et également atteint de tuberculose, ne retourne pas au combat.
Après avoir effectué de 1916 à 1918 son service militaire, il entre à l'« Académie libre » de Budapest où il a pour professeur József Rippl-Rónai, ami de Henri Matisse, Aristide Maillol, Albert Marquet, Pierre Bonnard et d'Édouard Vuillard. József initie le jeune artiste aux recherches de l'École de Paris d'avant 1914. Árpád découvre en même temps la musique de Béla Bartók, Zoltán Kodály ainsi que les premiers pas du mouvement Dada avec l'artiste Lajos Kassák qui est en relation avec Jean Arp et les artistes qui créent ensuite le Bauhaus.
Lors de la révolution d'Octobre 1919 en Hongrie il découvre les recherches de son temps : cubistes, futuristes, constructivistes, à travers  la multitude d'affiches dont se couvrent les murs de Budapest. Ceci l'aide à mieux discerner sa propre orientation. Pour la première fois, à l'occasion d'un concours, Árpád expose des peintures abstraites au Musée Max Ernst de Budapest en 1922.
À partir de là, selon Jocelyne François, Szenes se disperse, semble perdre son temps. Cette vie commencée dans la vigueur d'un milieu intellectuel compréhensif : « Árpád la dilapide avec une joyeuse indifférence jusqu'à trente-deux ans. » Il multiplie les voyages, les recherches. Il perd du temps avec le sentiment que cela lui servira. Il parle plus tard de cette époque avec des détails très précis, et il semble que ces détails se cristallisent et trouvent leur unité dans la peinture qu'il entreprend autour de Vieira da Silva qu'il rencontre en 1929 et qui devient sa femme.

## Avec Vieira da Silva
Le couple forme bientôt un tandem d'artistes à influence réciproque extrêmement fructueux : 

« Il n'est pas interdit de penser que le sérieux, l'obstination passionnée que Vieira apporte à sa propre peinture contaminent Arpad Szenes, et le bousculent dans ses retranchements d'esthète brillant, insouciant, peu préoccupé de l'avenir. Sa rigueur à elle constituera l'assise dont il a besoin et sa liberté à lui délivrera Vieira de l'angoisse où elle se serait peut-être laissée enfermer au terme d'un parcours vertigineux dans la profondeur - Jocelyne François »

Arpad Szenes a commencé en 1924 un long voyage à travers l'Europe qui l'a conduit à Vienne Berlin, à Munich, Florence, Rome puis en 1925 à Paris où, pour gagner sa vie, il exécute des caricatures dans les boîtes de nuit, les cafés et les brasseries de Montmartre. Installé successivement à Belleville, La Villette, aux Buttes-Chaumont, il prolonge son séjour à Paris grâce à un emploi provisoire dans la presse. 

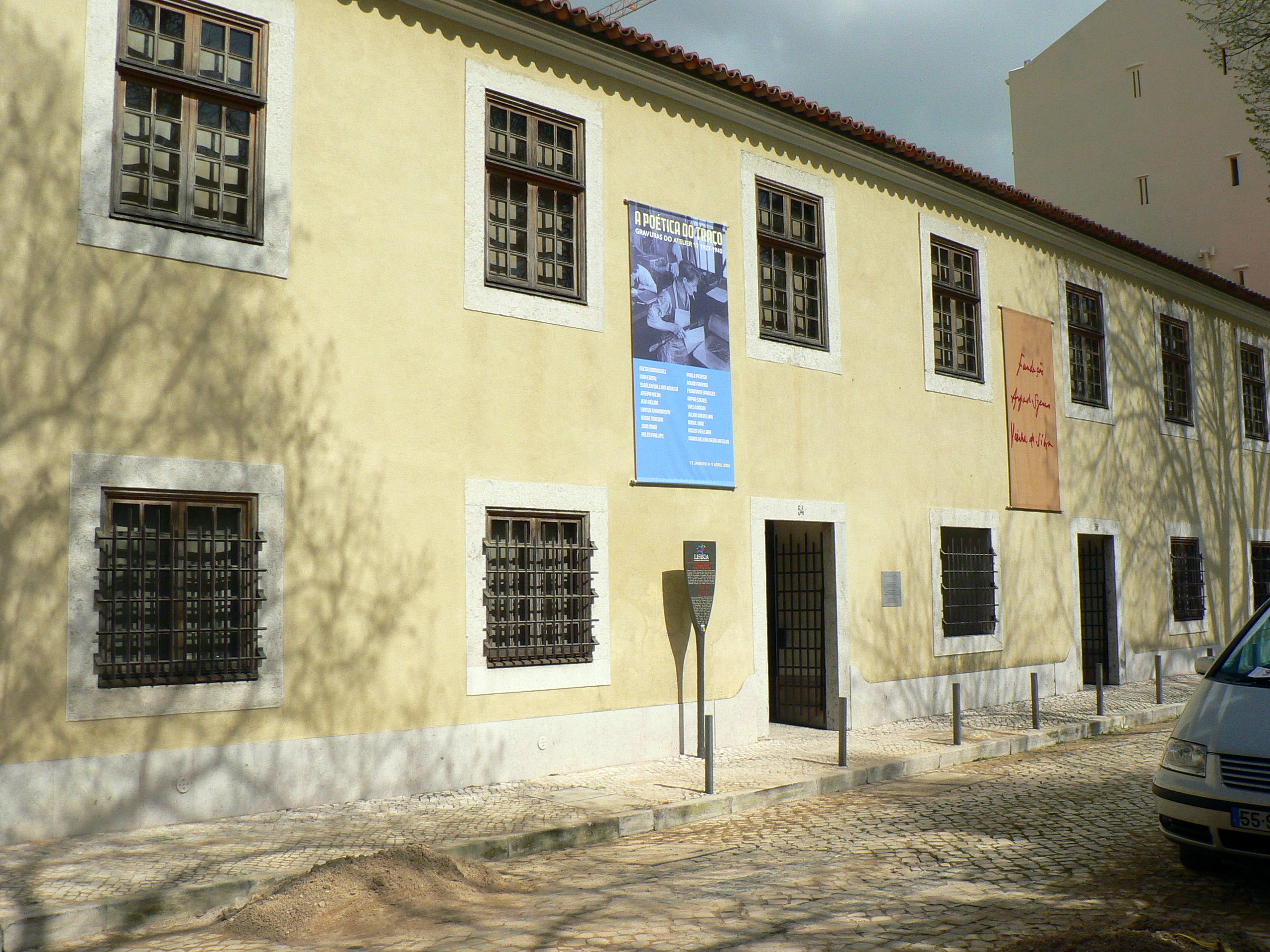
La Fondation Arpad Szenes-Vieira da Silva à Lisbonne

En 1928, il fréquente sans y être inscrit l'Académie de la Grande Chaumière où il rencontre  Maria Elena Vieira da Silva, qu'il épouse en 1930 « Je ne connaissais pas son nom, mais j'avais parlé d'elle à ma mère, elle avait parlé de moi à la sienne. Tout de suite nous avons décidé de nous marier. C'était instinctif. Il n'y a pas de logique dans la vie. Il y a des hasards merveilleux, stupides ou terrifiants. »
Le jeune couple s'installe « Villa des Camélias », un lieu qui sert de thème aux deux peintres qui produisent une série de toiles intéressantes à rapprocher. Ils y ont tour à tour pour voisins Jules Pascin, Edgard Varèse, Kokoschka. Dans les brasseries de Montparnasse, ils côtoient les sculpteurs Alberto Giacometti, Calder, Jacques Lipschitz. Dès cette époque Szenes réalise de nombreux portraits de sa femme au travail : de grands portraits, des dessins, des croquis. En 1930 ils séjournent plusieurs mois en Hongrie et en Transylvanie, dans une colonie d'artistes à Baia Mare où se côtoient gitans, juifs orthodoxes, paysans roumains, bourgeois hongrois, et artistes étrangers.
Szenes travaille en 1931 la gravure à l'« Atelier 17 » de Hayter où il rencontre les peintres surréalistes, Miro et Max Ernst. Avec Vieira da Silva il participe aux réunions des « Amis du Monde », se liant avec Étienne Hajdu, plus tard Estève et Pignon. Jusqu'à la guerre Szenes séjourne régulièrement durant l'été avec Vieira da Silva au Portugal, s'installant en 1935 et 1936 à Lisbonne. Pour Marie Cuttoli qui crée un atelier de tapisserie, il copie en 1937 des œuvres de Braque et Henri Matisse et participe la même année auprès de Jean Lurçat à des décorations pour l'Exposition internationale de Paris où les Delaunay ont exécuté leurs travaux monumentaux à la demande de Léon Blum.

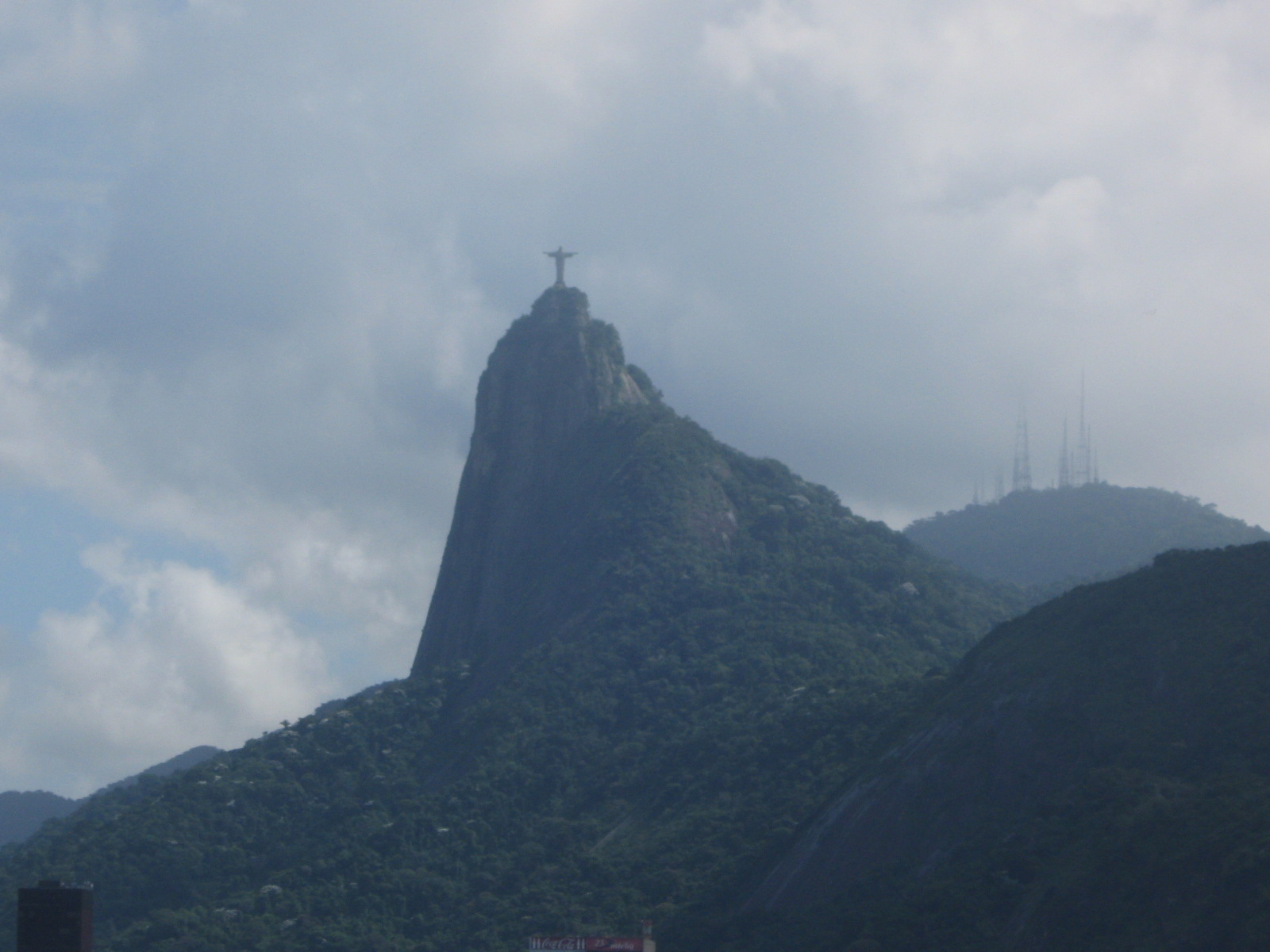
le Corcovado au Brésil

En 1939 Szenes et Vieira da Silva quittent Paris, confient leur atelier et leurs peintures à Jeanne Bucher dont ils ont fait la connaissance dès 1932,  et ils s'installent à Lisbonne. En 1940, Árpád expose ses œuvres récentes au Secrétariat National à Lisbonne, parmi celles-ci se trouvent un nombre important de portraits de Maria : Portrait de Viera, 1930, huile sur toile, 130 × 54 cm, quelques gravures, et des grandes toiles, les Fanfares, et les Combats : FanfareII huile sur toile, 1939, 86 × 116 cm. Cette année-là, le couple quitte d'Europe pour le Brésil. Maria et Árpád ouvrent un atelier dès leur arrivée à Santa Teresa sur les pentes du Corcovado. Leur habitation et leur atelier sont établis dans les ruines d'un luxueux hôtel dont le parc est envahi par une énorme végétation. Très vite, ils réunissent un cercle d'intellectuels qui compte les poètes Cecilia Meireles et Murilo Mendes.

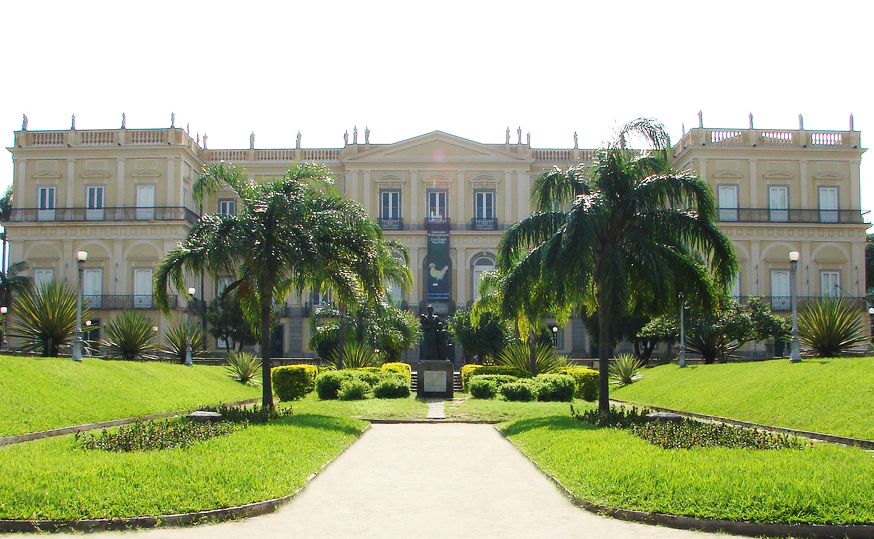
Musée national des beaux arts de Rio de Janeiro où Szenes est exposé en 1944

L'atelier de peinture de Szenes attire jusqu'à deux cents élèves en 1944, ce qui l'oblige à en ouvrir un  plus grand dans le quartier Silvestre à Rio. Szenes est exposé cette même année au Musée national des beaux arts de Rio de Janeiro, avec une vente au profit de la R.A.F. Cette même année c'est au Museum of Modern Art de New York qu'il expose Atelier 17, sélection d'œuvres qu'on retrouve l'année suivante, en 1945, à l'Art Institute of Chicago, puis au Cincinnati Art Museum. En 1946 après une exposition particulière à la Salle des architectes de Rio de Janeiro, on retrouve cette même exposition Atelier 17 au Musée de la Légion d'honneur de San Francisco. Le couple Szenes-da Silva retourne en France en 1947, avec de brefs séjours au Portugal où est restée la mère de Maria Elena qui les rejoint à Paris en 1957.
Là commence pour Szenes sa série des Banquets, peintures toutes en longueur : Banquet 1948, (1948), huile sur contreplaqué, 47,3 × 153 cm, Banquet 1950, gouache sur papier, 5,2 × 28,5 cm, Banquet 1950 II, aquarelle sur papier, 2,4 × 44 cm, Banquet 1951, gouache sur papier, 8,6 × 31 cm. En 1949, l'État acquiert Composition (l'Atelier) peint en 1948,  déposé au Musée des beaux-arts de Nîmes. C'est également en 1949 que la Galerie Jeanne Bucher organise une exposition particulière de son œuvre. Dans les années qui suivent, on retrouve les œuvres de Szenes exposées au Musée cantonal de Lausanne sous le titre Rythmes et couleurs, à la Kunsthaus de Zurich, à Milan, à Copenhague, et à la biennale du musée d'art moderne de São Paulo, au Musée Solomon R. Guggenheim de New York, au Salon de mai à Paris.

## La période intense  et les dernières années
En 1955 l'État acquiert une deuxième Composition exposée au Salon des Surindépendants, et en 1956, Szenes est naturalisé français, sa femme Maria Elena l'est aussi par un décret du 15 mai de cette année-là. Installés rue de l'Abbé-Carton, dans une maison construite à leur usage par l'architecte Georges Johannet, le couple aménage deux ateliers et décore abondamment leurs lieux de vie de terres cuites et d'azulejos.
Un voyage en 1958  au Portugal et dans le sud de l'Espagne est à l'origine de développements plus paysagistes de sa peinture où commence, dans les années 1960, de se multiplier en stratifications de couleurs marines ou terriennes le « Développement vertical de l'horizon ». Parmi les paysages exposés à la salle Saint-Jean de l'hôtel de ville de Paris, se trouvent La Vallée, huile sur toile, (1958), 89 × 116 cm , Les Labours (1961), huile sur toile, 137 × 115 cm, Le Fleuve Amour, (1961-1969), huile sur toile, 73 × 60 cm
Szenes s'engage dans des grands formats, comme  Les Labours, (1961), Peinture, (1961), huile sur toile 73 × 116 cm, parfois « démesurés » comme L'Étoile, (1962), huile sur toile 150 × 50 cm, Archipel, (1962), huile sur toile 50 × 150 cm, Paysage, (1962), huile sur toile, 150 × 50 cm. En 1960, l'État a acquis une autre Paysage après son exposition au Salon des réalités nouvelles en même temps qu'une gouache Le Grand massif, présentée à la Galerie Cahier d'Art. Le Musée Fabre de Montpellier fait l'acquisition de Archipel.  En 1966, le peintre et Viera séjournent à New York visitent les États-Unis, en particulier l'Arizona ; le musée de Beaux arts de Rouen acquiert L'Algarve huile sur toile de 1964, et Szenes illustre de trente neuf gouaches un manuscrit de René Char que le poète offre à Yvonne Zervos.
À partir de 1972, la rétrospective  de ses œuvres fait le tour des musées français avant d'aboutir à la dernière et grande rétrospective au musée d'art moderne de la ville de Paris et à l'exposition de la galerie Jeanne-Bucher que René Char commente : « Admirable leçon de Szenes ! C'est la nature qui consent à l'observation du peintre, non la fange qu'elle a, par goût, aveuglée. Nous rêvons sur des rêves où la réalité se trouve mentalisée. Un faire interminable est là devant nous, rayonnant il est vrai, de nos douleurs et de l'oubli reconduit de nos douleurs. Peindre, c'est presser la tentation. Peindre, c'est disposer. ».
En 1976, il accompagne d'eaux-fortes un livre de poèmes de Claude Esteban, poète dont il était très proche : Dans le vide qui vient, pour la collection « Argile » des éditions Maeght.
L'œuvre de Szenes reste étonnement riche jusqu'à la fin de sa vie, avec toujours des grands formats comme Paysage imaginé, 1978, huile sur toile, 100 × 81 cm, L'Ondée 1980, huile sur toile  114 × 146 cm, Près des dunes, 1981, huile sur toile, 150 × 50 cm.

## Expositions
À partir de 1958, Szenes participe à de nombreuses expositions collectives, mais ses travaux font aussi l'objet d'expositions particulières. En 1961, à la galerie du Chêne, (Lausanne), en 1965, à la galerie La Hune, Paris, en 1968 à la National Gallery of Art de Washington, en 1969 à la galerie Jacob, Paris. En 1970, l'Inspection des Musées de province du Louvre organise la première rétrospective de son œuvre au musée des beaux-arts de Rouse, musée des beaux-arts de Rennes, musées de beaux-arts de Lille, puis en 1972-1973 la Fondation Calouste Gulbenkian de Lisbonne accueille à son tour une rétrospective de ses tableaux enrichie de dessins et œuvres anciennes. En 1974, à Paris, la rétrospective Árpád Szenes a lieu au musée d'art moderne de la ville de Paris tandis qu'une grande exposition est réalisée à la Fondation Calouste Gulbenkian à Lisbonne
Après la mort d'Arpad Szenes le 16 janvier 1985 à Paris une nouvelle rétrospective a lieu en 2000 à l'Hôtel de Ville de Paris. Szenes fait partie des peintres réunis pour l'exposition "L'Envolée lyrique, Paris 1945-1956" présentée au musée du Luxembourg (Sénat), avril-août 2006 (Grand dialogue, 1956, Musée national d'art moderne) [catalogue :  (ISBN 88-7624-679-7)].
« Ce paysage se profile sur un fond de camaïeu aux nuances les plus subtiles (…) Ce gris, qui comprend en lui tant de valeurs et si diverses, gris foncés passant aux gris blancs et gris teintés, est ponctué de signes ocre, bleus, rouges, verts, bistre, qui sont autant de lumière nous guidant dans notre voyage à travers ces paysages imaginaires qu'ils éclairent d'une lueur discrète et fugitive comme autant de signaux joyeux. »
Jean Grenier, Szenes le contemplatif, dans « XXe siècle », n°22, Paris, 1963.
« Progressivement, les structures s'effacent, libérant l'espace. La peinture de Szenes exalte le passage, l'évanescence du ciel et des nuages, du vent et du sable mais aussi la stabilité de la terre, en touches légères à partir d'une palette privilégiant les camaïeux subtils de gris foncé et de blancs, ponctués de signes bleus, verts, ocre ou bistre. (…) Dans les années 80, l'emploi fréquent du papier comme support pour l'huile, la tempera ou la gouache lui donne une plus grande liberté encore. »
Lydia Harambourg, Arpad Szenes, dans « La Gazette de l'Hôtel Drouot », Paris, 24 mars 2000.
Une exposition des œuvres d'Arpad Szenes ainsi que de Vieira da Silva, reçues en dation par la France, a été présentée au Musée national d'art moderne (Centre Georges-Pompidou) du 1er février au 28 mars 1994.
En 2006, à la galerie Jeanne-Bucher, une sélection de ses peintures gouaches et dessins est exposée. En 2013, on retrouve Szenes dans une exposition de groupe à la galerie Le Minotaure, du 1er février au 30 mars : Artistes hongrois après-guerre à Paris. En 2017, le musée de l'Abbaye de Saint-Claude (Jura) l'associe à Jean-Claude Bertrand dans l'exposition Vers une abstraction du paysage.